# イヴァン・クルィロフ

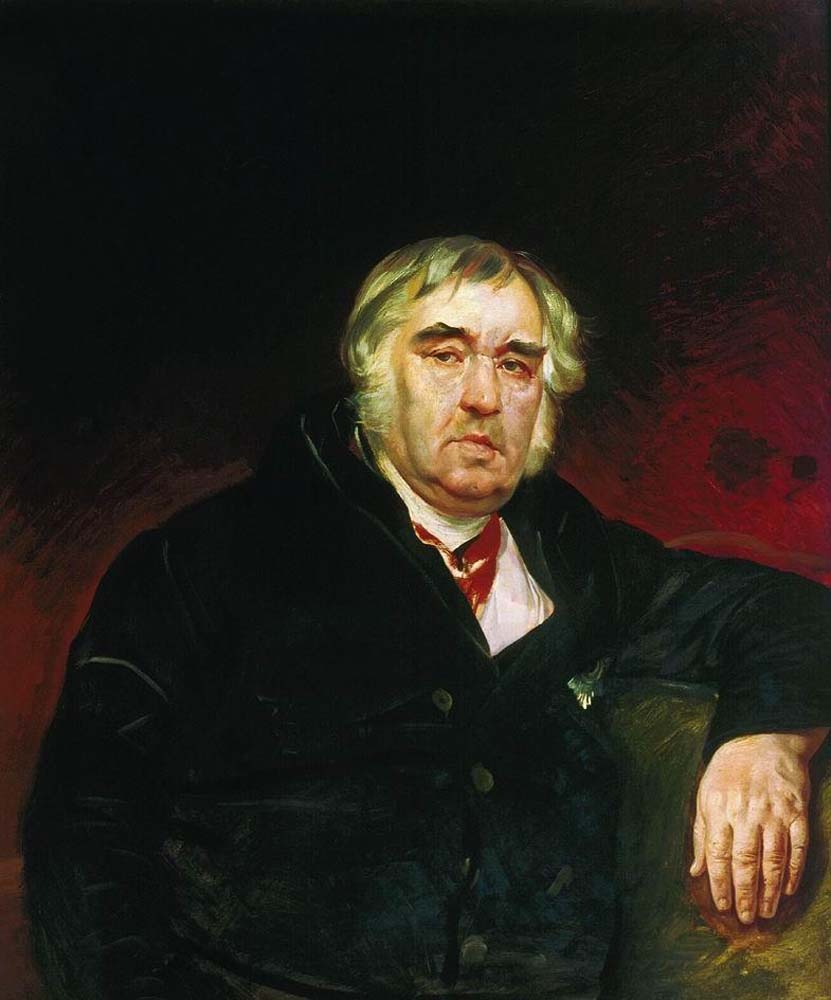
イヴァン・クルィロフ

イヴァン・アンドレーヴィチ・クルィロフ（ロシア語: Ива́н Андре́евич Крыло́в, 1769年2月13日 - 1844年11月21日）は、19世紀ロシアの劇作家・文学者。『寓話』（Басни）の作者として著名。

## 生涯
軍人の子としてモスクワに生まれる。プガチョフの乱の時には父の赴任によりオレンブルクにいて、プガチョフの包囲を経験する。プーシキンの小説『大尉の娘』はクルィロフの幼時の回想が参考にされたとも、作中のミロノフ大尉のモデルがクルィロフの父であるとも言われる。父の死後、8歳で下級裁判所に雇われ、その後トヴェリの県会に勤め、貧困の中で苦労を重ねる。1783年には母とともにペテルブルクに移り、税務監督局の下級吏員として働きつつ、母の指導を受け、かつ亡父の蔵書を用いて、文学・数学・フランス語・イタリア語を独習した。フランス語は某貴族の子弟が家庭教師に学ぶ傍らにいて聞き学んだ。1786年に鉱山局へ転勤。同年母死去。
この間、1784年、14歳で喜劇『コーヒー占い女』を、1786年から1788年にかけて喜劇『異常な家族』などを書き、上演には到らなかったがジャーナリズムに知己を得て、文学に専念しようと決意した。モンテスキュー、ヴォルテール、ルソー、ディドロなどの啓蒙思想家の影響を受け、1789年に『精霊通信』（Почта духов）、1792年に『見物人』（Зритель）、1793年に『ペテルブルク・メルクリー』（Спб. Меркурий）などの雑誌を発刊し、また、そのための印刷所も経営した。当時の貴族社会の堕落や官僚機構の腐敗を暴いたために、革命的な主張で当時問題とされていたラジーシチェフと同一視され、雑誌は発禁とされ、印刷所には閉鎖命令が出された。1794年にペテルブルクを離れ地方に隠れ住んでいたが、1802年に『精霊通信』誌を再開し、1806年にペテルブルクに戻って文学活動に入る。貴族社会のフランス心酔を揶揄する喜劇『服飾品店』『娘教育』はいずれも成功し、1809年から『寓話』を発表し始めた。交流していた官界の大立者オレーニンの推薦で、1812年から1841年3月まで帝国公衆図書館に勤めた。この間デカブリストの乱が起こった1825年以後2年間沈黙したのを除き、1834年まで彼の名を不朽にした『寓話』が断続的に執筆されている。1841年にはロシア科学アカデミー・ロシア言語・文学部会正会員になり、生涯独身のまま没する。

## 寓話
全203編のクルィロフ寓話は、「烏と狐」「二羽の鳩」「ライオンと狐」のようにイソップやラ・フォンテーヌから、また、「隠者と熊」「潜水夫」のようにインド寓話から題材をかりたものの他は、大半が創作である。1788年にクルィロフが訳したラ・フォンテーヌ3編を読んだ、当時高名な寓話作家ドミートリエフのすすめが、寓話執筆のきっかけとなったらしい。ラ・フォンテーヌ以降の芸術作品としての寓話を発展させ、冬の詳しい描写を加えたクルィロフの物語はロシアの風土に密着し、登場する動物たちさえロシア人の風貌を備えているといわれる。
劇作や諷刺雑誌でエカチェリーナ2世の不興を買い、8年間も地方生活を余儀なくされた結果、クルィロフは反体制の思想を「イソップの言葉」で表現し、つまり真実を屈折させ自分の感情を隠す方法を編み出した、と考えられる。1817年からのポーランド語訳を初めとして、英・仏・独・伊の諸国語に翻訳された。国内でもその詩の文体はプーシキンに、ユーモアのある描写はゴーゴリに、鋭い諷刺はシチェドリンに強い影響を与えた。その他、諺のように作品に『寓話』を引用した例は、ドストエフスキーなど枚挙にいとまがない。
1806
- 樫と葦
- 聟選びのやかましい娘
- 老人と三人の若者

1808
- こおろぎと蟻
- 烏と狐
- 蛙と雄牛
- 猟場のライオン
- 狼と子羊
- 百姓と死神
- 狐と葡萄
- 蠅と旅行者
- 隠者と熊

1809
- おんどりと真珠の粒
- ライオンと蚊
- 蛙とジュピター
- ライオンと人間
- 獣の世界の疫病
- 二羽の鳩

1811
- 子烏
- 痛風と蜘蛛
- 大金持と貧しい靴屋

1816
- 狼と鶴
- 女主人と二人の召使い

1819
- 羊飼いと海
- 欲深とめんどり

1825
- 年老いたライオン
- 釜と土鍋
- 烏

1834
- ライオンと鼠[注釈 6]